# Нилс Рагвалсон
Нилс Рагвалсон или Николаус Рагвалди (на шведски: Nils Ragvaldsson; на латински: Nicolaus Ragvaldi) е шведски католически епископ, живял между 1380-те и 17 февруари 1448 г.,, архиепископ на Упсала от 1438 г. до смъртта си, а преди това епископ на Векшьо, един от основателите на шведския готицизъм.

## Произход и духовна кариера
Нилс Рагвалсон е роден най-късно в началото на 1380-те години, вероятно в семейството на оръженосеца Рагвал Ериксон във Фьелшефте (Fjällskäfte), Сьодерманланд. Неизвестно е дали е имал някакво образование, но има индикации, че такова липсва.
Нилс Рагвалсон е упоменат през 1409 г. като свещеник в Стренгнеската епархия (Strängnäs), а през 1420 г. – като декан. През 1421 г. е приет в капитула на църквата в Упсала по предложение на архиепископа, а през 1426 г. е упоменат като епископ на Векшьо, в която роля посещава Фераро-флорентинския събор като един от двамата пратеници на Ерик Померански.
На 12 ноември 1434 г. Нилс Рагвалсон участва в началото на Фераро-флорентинския събор в Базел, заедно с църковни представители на европейски кралства. Там той протестира срещу непризнаването на Ерик Померански за крал и представя родословно дърво на Ерик, достигащо до готите. Речта е необоснована и не почива на сериозни доказателства.
През 1438 г. е посочен за архиепископ на Упсала и бива приет за такъв от Фераро-флорентинския събор през октомври същата година. Нилс Рагвалсон е посредник между Карл Кутсон и опониращите му благородници в следващите години. През 1439 г. в Сьодертеле предлага Кристоф III Баварски за шведски крал. По време на управлението на Кристоф между 1440 и 1448 г., Рагвалсон е един от най-верните му поддръжници.